# Jonathan Lewis
Jonathan Lewis, né le 4 juin 1997 à Plantation en Floride, est un joueur international américain de soccer. Il joue au poste d'attaquant avec le Barnsley.

## Biographie

### En club
Le 12 mars 2025, il s'engage avec le club de League One de Barnsley, en provenance des Rapids du Colorado en MLS.

### En équipe nationale
Avec les moins de 20 ans, il participe au championnat de la CONCACAF des moins de 20 ans en 2017. Lors de cette compétition, il joue trois matchs, marquant un but contre l'équipe de Saint-Kitts-et-Nevis. Les Américains remportent le tournoi en battant le Honduras en finale.
Le 1er mars 2021, il est retenu dans la pré-liste de trente-et-un joueurs pour le tournoi pré-olympique masculin de la CONCACAF 2020 avec les moins de 23 ans. Il est retenu dans la liste finale de vingt joueurs le 11 mars.
Le 1er juillet 2021, il est retenu dans la liste des vingt-trois joueurs américains sélectionnés par Gregg Berhalter pour disputer la Gold Cup 2021.

## Palmarès
États-Unis -20 ans
- Vainqueur du championnat de la CONCACAF des moins de 20 ans en 2017

 États-Unis
- Vainqueur de la Gold Cup en 2021
- Finaliste de la Gold Cup en 2019